# 1230アッと!!ハマランチョ
『1230アッと!!ハマランチョ』（いちにーさんまるアッと!!ハマランチョ）は、2004年5月から2011年4月まで、首都圏トライアングル加盟局で祝日を除いた平日の昼に放送されたテレビ神奈川 (tvk) 製作の地域情報番組である。
2010年4月から、金曜日については『ハマランチョFRIDAY』（ハマランチョ・フライデー）との番組タイトルで放送された。

## 番組解説
1997年から7年にわたって放送されてきた『HAMA大国』の後番組として2004年5月10日に放送を開始した。テレビ神奈川の昼の看板ワイド番組の第4代目に当たる。ハイビジョン制作。
番組開始から2006年7月までは『とっておき自遊食感ハマランチョ』であった。
『HAMA大国』時代からひき続き、番組の前半部分を、「首都圏トライアングル」（旧・首都圏ネット4）として、南関東の独立UHF放送局にネットしている（詳細後述）。
2010年4月9日より、金曜日の放送分を「ハマランチョFRIDAY」として放送し、「ニュース930」も同日に「ニュースFRIDAY」として放送している。
2011年4月1日の放送をもって終了（後述）、翌週4日からは『ありがとッ!』となった。

## 番組概略

### 放送時間、番組タイトル
祝日を除く月曜日 - 金曜日12:30 - 14:00まで生放送。2004年5月、「とっておき自遊食感ハマランチョ」（とっておきじゆうくうかんハマランチョ）というタイトルで放送が開始され、その後2006年7月31日より現在のタイトルとなった。新聞のテレビ欄では、入る文字数の関係からか「ハマランチ」と表現されることが多かった。また、ステレオ放送ではあるが、神奈川新聞のtvkのラ・テ欄を除き[S]（ステレオ放送の表記ロゴ）が削除されていた。
『ハマランチョ』とは「ハマ」（横浜の俗称）＋「たからんちょ」（横浜弁で「あげるよ」の意味）、からきており、すなわち「横浜の情報をあげるよ」ということ。
リニューアル後のタイトルで『1230』は番組開始時間である12時30分を指し、「いち、にー、さん、まる」と読む。

### 番組構成
とっておき自遊食感－時代はハマタイム(12:30 - 13:00)とかなタイム(13:00 - 14:00)の2部で構成されていた。
前半30分は、千葉テレビ放送（CTC、チバテレビ）・テレビ埼玉（TVS、テレ玉）にブロックネットしている。チバテレビ・テレ玉は12:58で飛び降りるが、その時右下に「END」表示される。ENDテロップは飛び降りる両局個別に送出している。
当初はブロックネット（旧首都圏ネット4）の時間を横浜情報特化の時間として「ハマタイム」、tvkローカルの時間は神奈川情報特化の意味で「かなタイム」と呼んだ。
「ハマタイム」は女子アナが1名進行、原則として金田賢一、テミヤンの出演はなかった。しかし首都圏トライアングルになり、全編2名進行になってその意味合いが薄れ、2006年7月31日のリニューアル後からは「ハマタイム」「かなタイム」の呼称を廃止。「首都圏トライアングル」枠は単に前半、tvkローカルの時間は後半と呼ばれるようになった。

### スタジオ・番組送出形態
番組は、tvk本社である横浜メディア・ビジネスセンター(MBC)の1階プラザ「ヨコハマNEWSハーバー」から公開生放送を行っている（とっておき自遊食感－時代は前半ハマタイムのみ公開生放送であった）。
2007年7月30日よりスタジオ機材が更新され、デジタルハイビジョン制作に変更。また同局の歴代昼ワイド初のステレオ放送となった。

## 出演者
※詳しい変遷は後述。

### 最終回時点の出演者
- 金田賢一

月・火曜担当。（2004年5月 -）
- テミヤン（宮手健雄）

水・木曜担当。（2004年5月 -）
- マイケル・ライス

金曜担当。（2010年4月 -）
- 小林咲夏（当時tvkアナウンサー）

月曜担当。（2008年4月 -）
- 尾辻舞（当時tvkアナウンサー）

火・木曜担当。（2010年4月 -）
- 中村理恵（当時tvkアナウンサー）

水曜担当。（2005年10月 -。）
- 三浦綾子（当時tvkアナウンサー）

金曜担当。（2006年4月 -）

### 歴代の出演者表
☆は「ハマタイム」、■は「かなタイム」
|           | 月                                  | 火                                  | 水                                | 木                                  | 金                                  |
| --------- | ----------------------------------- | ----------------------------------- | --------------------------------- | ----------------------------------- | ----------------------------------- |
| 2004.5 -  | - 佐藤亜樹☆ - 金田賢一■ - 大原裕美■ | - 佐藤亜樹☆ - 金田賢一■ - 大原裕美■ | - 大原裕美☆ - テミヤン■ - 尾辻舞■ | - 相賀真理子☆ - テミヤン■ - 尾辻舞■ | - 相賀真理子☆ - テミヤン■ - 尾辻舞■ |
| 2005.4 -  | - 金田賢一■ - 尾辻舞                | - 金田賢一■ - 尾辻舞                | - テミヤン■ - 相賀真理子          | - テミヤン■ - 相賀真理子            | - テミヤン■ - 相賀真理子            |
| 2005.10 - | - 金田賢一■ - 尾辻舞                | - 金田賢一■ - 尾辻舞                | - テミヤン■ - 中村理恵            | - テミヤン■ - 中村理恵              | - テミヤン■ - 中村理恵              |
| 2006.4 -  | - 金田賢一 - 尾辻舞                 | - 金田賢一 - 尾辻舞                 | - テミヤン - 三浦綾子             | - テミヤン - 中村理恵               | - テミヤン - 中村理恵               |
| 2007.4 -  | - 金田賢一 - 中村理恵               | - 金田賢一 - 中村理恵               | - テミヤン - 中村理恵             | - テミヤン - 尾辻舞                 | - テミヤン - 尾辻舞                 |
| 2008.4 -  | - 金田賢一 - 尾辻舞                 | - 金田賢一 - 小林咲夏               | - テミヤン - 中村理恵             | - テミヤン - 三浦綾子               | - テミヤン - 尾辻舞                 |
| 2009.4 -  | - 金田賢一 - 尾辻舞                 | - 金田賢一 - 小林咲夏               | - テミヤン - 中村理恵             | - テミヤン - 尾辻舞                 | - テミヤン - 三浦綾子               |
| 2009.11 - | - 金田賢一 - 中村理恵               | - 金田賢一 - 小林咲夏               | - テミヤン - 中村理恵             | - テミヤン - 三浦綾子               | - テミヤン - 三浦綾子               |
| 2010.4 -  | - 金田賢一 - 小林咲夏               | - 金田賢一 - 尾辻舞                 | - テミヤン - 中村理恵             | - テミヤン - 尾辻舞                 | - マイケル・ライス - 三浦綾子       |

- 金田賢一が舞台巡業の際はテミヤンが代打出演していた。
- 当初は、ハマタイムとかなタイムの出演者はそれぞれ別々であった。

## タイムテーブル
- (※)はコーナーの進行しだいでカットされることがある。

前半30分は埼玉・千葉・神奈川ブロックネット
| 時刻    | 放送内容 | 詳細 |
| ------- | --- | --- |
| 12:30   | ▽オープニング ▽天気・お天気カメラ（ベイブリッジ・本社屋上）の映像 ▽はまレターテーマ発表                                              | その日担当の出演者が屋外から中継するか、スタジオから挨拶する（当日の気候による）。なおこの時の天気は神奈川のものである。この時に「首都圏トライアングル」のロゴと「テレ玉・チバテレビ・tvkでお送りします」とテロップが出る。三浦は「前半の30分は首都圏トライアングルでお伝えします。テレ玉・チバテレビをご覧のみなさまもハマランチョ（時折tvkと言うこともある）をお楽しみください。」と発言するのが通例である。） 2010年4月からのリニューアルに合わせ、オープニングテーマ・CMアイキャッチを一新。オープニングには「Shout To The Top!／Style Council」が流れている。 |
| 12:33頃 | 日替わりコーナー | |
| 12:51頃 | ▽ハマランチョプレゼントコーナー（プレゼント商品の詳細な紹介、ハガキによる抽選） ▽(※)天気予報 ▽はまレター ▽埼玉・千葉向けエンディング | ここで「それではここでテレ玉・チバテレビでごらんの皆様とはお別れです。tvkでごらんの皆様は引き続き1時からも『ハマランチョ』をお楽しみください。」と降りコメントをする時があるのが通例。進行が押していると「後半もお楽しみに」「では、また」と済ますことがある。その間、tvkのみ「CMの後もお楽しみください」と表示。その後、CMアイキャッチに入るが、通常メッセージテーマが入るところ、ここでENDとなるテレ玉・チバテレへの配慮で番組ロゴになる。 |
| 12:58   | 首都圏トライアングル終了 | |

ここからの後半60分は神奈川ローカル
| 時刻    | 放送内容 | 詳細 |
| ------- | --- | --- |
| 13:00   | 後半オープニング ▽(※)はまレターメッセージ紹介 | |
| 13:02頃 | 特集 | |
| 13:11頃 | かながわ情報レシピ | |
| 13:15頃 | tvkニュース | この時にその日のキャスターにはまレターのメッセージテーマを振る事が多い（金曜日は無い事が多い）。 |
| 13:20頃 | マイコミュニティ | 水曜日はなし |
| 13:25頃 | 日替わりコーナー | |
| 13:48頃 | おどって!アンパンマン天気予報 | 横浜市にあるテーマパーク「横浜アンパンマンこどもミュージアム」の館内案内の後、アンパンマン体操の映像とともに神奈川県内の天気予報（字幕のみ）が放送される。なお、ハマランチョ休止時は館内案内をカットしたバージョンが「tvk weather report」枠にて代替放送される。なおこのコーナーはSD画質での放送だった。 月・火は、金田が「おどって!アンパンマン…てんきよほうっ!」と言いながら右腕を高く上に突き出すのが好例であり、小林らもそれに乗って行うことがあった。 |
| 13:52頃 | ▽ハマランチョプレゼントコーナー（FAX、メールによる抽選、金曜日は無し） ▽(※)ハマランチョじゃんけん ▽(※)来週のプレゼント ▽はまレター ▽翌日(翌週)のハマランチョ〜エンディング | 届いたFAX・メールより抽選。FAXでメッセージを寄せた人で最初に紙を引いた人に電話し「じゃんけん」をする。金田とテミヤンと「じゃんけん」をして勝てばオリジナルグッズもセットでもらうことができた。なお、プレゼントの当選数は商品提供社により異なる。 |
| 13:57頃 | エンディング | テーマ曲のPVを見せスタッフロールの表示。原則毎月テーマ曲は変わる |

## コーナー
- 毎週放送されないコーナーがある
- ※のコーナーは原則としてテレ玉、チバテレビへもネットされるが、日によって異なる。
- ＜＞内は協力、提供社、団体

### 定期コーナー
- ※FAX、メールテーマ紹介→はまレター紹介
- ※プレゼントコーナー
  - ハマランチョじゃんけん
- ※天気予報（tvkの天気予報画面では、埼玉や千葉も表示されるが、週間天気は神奈川のもののみ）
- ※ココから生チュウ!（不定期、tvkが実用化しているモバイルインターネット回線を使用したシステムでの生中継コーナー）
- かながわ情報レシピ＜神奈川県＞
- 特集
- tvkニュース
- マイコミュニティ＜厚木市、大和市、小田原市、秦野市、伊勢原市、相模原市、横須賀市＞
- 洋楽Recommend
- おどって!アンパンマン天気予報

### 季節
- 小田急旗杯争奪神奈川県家庭婦人バレーボール大会

### 月曜日
- ※取2（とれとれ）トレンド（毎週）
- ※赤井勝は好き勝手（不定期）
- ※しぎはらひろこのミラクル10ミニッツ（月1回）
- 写真で見る横浜の風景（月1回）
- 教えて!ドクター（毎週）
- HONTAMA（不定期）
- カネケンのHiクッキング（月1回）
- 小林咲夏の「そんなにあま〜くないわよ」（不定期）
- 横濱ウエディング不定期）
- マル2（マルマル）アニマル（月2回）
- 知っ得ナビ（月1回）
- おいしいパン屋さん
- なるほど・ザ・神奈川
- 占い師　Pamira「開運パワーストーン占い」（月1回）

### 火曜日
- ※天雀のチャイナビHYPER→メイメイの美味しい中華街（毎週）
- ※広告代理店金やん堂→広告代理店 二代目金やん堂（毎週）
- DVDパンダ（不定期）
- ヴィレッジヴァンガード（不定期）
- デンタルトーク8020（月1回）
- 生活実感データウォッチング（毎週）
- 夢いっぱい!東京ディズニーリゾート（第2・第4）

### 水曜日
- ※はまランチ（毎週）
- ※まるごとかなペディア＜神奈川県＞（毎週、トライアングル枠は隔週）
- 安藤麻衣子のMake Me Happy
- あなたの街のサロネーゼ
- MUSICオアシス（毎週）
- 体も心も健康にヨガにチャレンジ（不定期）
- 杉野宣雄の押し花アート（不定期）
- サロントーク→東海大学 キャンパスパレット（毎月最終週）
- 琢磨仁のハマランチョ的ウクレレイージーワンポイントレッスン（毎週）
- 神奈川おもしろ探検隊（不定期）

BABY×KING(西中葵、平田晃一郎)の2人が視聴者から寄せられた情報をもとに神奈川県内のリポートを行なっていた。
後々番組の『猫のひたいほどワイド』では潜入リポートとして放送されている。

### 木曜日
- ※湘南へ行こう!（不定期）
- ※藤沢セリカのアロハな暮らし〜GO・ザ・わーるど〜（月2回）
- ※「スイーツ・スイーツ」
- 美的女塾〜Dear Woman〜
- 見・楽・喰テミヤン・ワイルド食卓図鑑（不定期）
- 見・楽・喰テミヤン・自然っていいな！（不定期）
- テミヤンのほのぼの仲間（不定期）
- 湘南ミュージシャン（不定期）
- Ma KauKau HULA（毎週）
- 音楽のまちかわさき＜川崎市＞（毎週）
- 秦万里子の半径5メートルインタビュー＜グリーンスタンプ＞（隔週）

### 金曜日
- ※ウィークエンドプレジャーラボ（毎週）
- ※チェック@THE MOVIE→シネマ倶楽部（毎週）
- ※大豆100%粒運動通信（不定期）
- Yokohama Bar Collection
- Friday エンタメ情報館
- みんなの健康 メディカルチェック（毎週）
- はまレター 大賞発表!

「はまレター」自体は毎日受け付けだが、5日間の中から最も印象に強いものを大賞とする。
- マーケット探検隊（年数回）
- 快適!賃貸ライフ（不定期）
- 関内ホールインフォメーション（不定期）

## ネット局
| 放送対象地域 | 放送局                                 | 系列      | 放送曜日・時間            | 放送時期        | 備考 |
| ------------ | -------------------------------------- | --------- | ------------------------- | --------------- | --- |
| 神奈川県     | テレビ神奈川（tvk） ハマランチョ製作局 | 独立UHF局 | 月 - 金曜日 12:30 - 14:00 | 2004年5月10日 - | |
| 埼玉県       | テレビ埼玉（TVS）                      | 独立UHF局 | 月 - 金曜日 12:30 - 13:00 | 2004年5月10日 - | |
| 千葉県       | 千葉テレビ放送（CTC）                  | 独立UHF局 | 月 - 金曜日 12:30 - 13:00 | 2004年5月10日 - | テレビ傍聴席（千葉県議会中継）放送時は休止。月・火曜で、テレビ傍聴席が12:00・12:10終了の場合も、通常11:30より放送の『もうすぐお昼ですよ』をずらして放送する為休止。 |

| 放送対象地域 | 放送局                                 | 系列      | 放送曜日・時間            | 放送時期                      | 備考 |
| ------------ | -------------------------------------- | --------- | ------------------------- | ----------------------------- | ---- |
| 東京都       | 東京メトロポリタンテレビジョン（MXTV） | 独立UHF局 | 月 - 金曜日 12:30 - 13:00 | 2004年5月10日 - 2006年3月31日 |      |

## 番組オープニング
- 2004.5.10- （とっておき自由食感-）
- ハマタイム

船とカモメのアニメーションが出た後情報カメラをバックに左上にとっておき自由食感、真ん中にハマランチョのタイトルをそれぞれ表示。

　
- かなタイム

情報カメラをバックに遠くから手前に向かってハマタイムと同じタイトルロゴを表示しまた遠ざかっていくものだった。
- なおタイトルロゴはハマランチョの縁取りが水色のと赤色の2種類があった。

- 2010.4.1 - （ハマランチョ）

1. 「Shout to the top!」が流れだし、左から順に「黄」「紫」「青」「緑」の球が画面のセンターから飛び出してきて、黒ぶちに囲まれた「1」「2」「3」「0」に変わり、その下に、アッ@と!!が現れる。
2. ふたたび画面センターから「ハマランチョ」が登場し、ウェーブ。「マ」と「チ」の時に「シャキン」とSEがつく。

- 2010.4.2 - （ハマランチョFRIDAY）

1. 【平日と同じ】
2. ふたたび画面センターから「ハマランチョ」が登場し、その下にリボンが登場。「FRI （金） DAY」と書いてあり、金曜は「（金）」のところで「シャキン」とSEがつく。

## 番組関連雑記
- 2006年4月から7月上旬までは、1階プラザをヨコハマNEWSハーバーに改装するため、後半で使用していた2階の第2スタジオから放送していた。

- 2007年7月上旬からおよそ2週間、高校野球中継による番組休止期間を利用して、スタジオ（ヨコハマNEWSハーバー）および、送出サブである第2副調整室の機材を更新した。これによって、山下町旧社屋からの移設機材は撤収され、デジタルハイビジョンに対応した機材となったことから、休止期間明けの同年7月30日の放送をもって正式にデジタルハイビジョン制作番組となった。
- 金田賢一とテミヤンは2004年8月の茅ヶ崎での「tvk杯ビーサン飛ばし選手権」のコーナーで初共演。以来、お互い料理好きも相まって交流を持つことになり、プライベートで土日によく会って番組について意見交換している。また金田は2008年11月27日のテミヤンが北原照久とともに行っている「貿易風 Temiyan Night」30回記念公演に初出演した。

- 毎年7月の中旬は「ごごたま」共々放送が2週間近く休止される。これは、「全国高等学校野球選手権地方大会」が神奈川・埼玉・千葉の3地域大体同じ日程で組まれるためである。各局とも11時台から17時台で放送を組むことが多い。また、裏送りもされないため、仮に地方大会が無い場合は、自社制作の単発番組や自社番組の再放送、テレビショッピングなどで放送をつないでいる。

## 最終回
本番組は2011年3月31日をもって終了（「FRIDAY」は2011年4月1日終了）となり、「とっておき自遊空間」時代からつづいた『ハマランチョシリーズ』は6年11ヶ月の放送に幕を閉じた。
2011年3月31日は、レギュラー放送最終回ということもあって、木曜コンビのテミヤン・尾辻アナがメイン進行しつつ、金田やマイケル、その他の女性アナウンサーも登場しながら、「とっておき自遊空間」時代からの番組を振り返りながら進行、金田が「また3人で集まってやりたいよね」と発した。また、この放送をもって中村アナウンサーが出産準備に入るため、テレビ神奈川からも卒業した。4月1日は厳密には「ハマランチョSPECIAL」として60分間の放送、尾辻アナをメインに、VTR企画の総集編を事前収録にて放送。唯一レギュラーコーナーとして「おどって!アンパンマン天気予報」を天気予報抜きの「おどって!アンパンマン」として放送した。

## スタッフ
- カメラ、テクニカルディレクター（TD）、スイッチャー（SW）、ビデオエンジニア（VE）／日放
- 音声、効果／ウェイブワン
- タイムキーパー（TK）／武井釈里
- 照明／長川博（F.L.T）
- 美術／江川弘義、古波津安則
- フリップ制作／船越由佳子
- 電子タイトル（テロップ）／日出山真喜子（水）、黒川正也（シータ、金）、シータ（月・火・木）
- 装花／フローリストデュアイ
- 大道具／SAMURAI
- ヘアメイク／ヴォートルボーテ
- 衣装協力／シナコバ（金田賢一）、ヨコハマベイブリッジクラブ（金田賢一）、Casco Bay（金田賢一）、LeCENT（金田賢一）、マウナケアギャラリーズ（テミヤン）、Zone Press（天雀）、J.FERRY、LINK IT ALL（中村理恵）、パームコートインターナショナル、アオヤマドール、フーフォレー、Archive、Persil、ラブエル、メロディースクエアほか
- フロアディレクター（FD）／千葉達也、加藤則夫、ほか
- ディレクター／篠原賢三（火・水）、武富俊一（月）、五十嵐正幸（火）、當眞嗣博（水）、元波玲子（木）、加藤則夫（木）、泉久（泉ひさし、金）
- プロデューサー／坂本紅子（一時期、編成局や社長室に異動）、磯崎まさ子
- 制作・著作／tvkids! tvk ヨコハマ開放区

### 過去のスタッフ
- スタジオ技術／ビリーブ・アイ
- 大道具／中央宣伝企画
- 電子タイトル（電子テロップ）／横山誉史（シータ、火）
- ディレクター／四日市健（チーフ、他部署へ異動）、早川美穂子（チーフ、現「かながわ旬菜ナビ」担当）、豊野健一（チーフ、現「Hi!横濱編集局」担当）、遠藤靖（えんどうやすし、事情により當眞に交代）、鈴木拓（月、現「あっぱれ」担当）、田邊恵美香（水、現「かながわ旬菜ナビ」担当）、渋谷航（金、ADから昇格→退職）、高橋伸嘉（火、五十嵐に交代）
- プロデューサー／大谷英典、境昭生（現「Hi!横濱編集局」担当）、山崎哲央（現tvkコンテンツ局長）